# Nancy O'Dell
Nancy Humphries O'Dell (Sumter, 25 febbraio 1966) è una conduttrice televisiva statunitense.

## Biografia
Fra le sue conduzioni più importanti si possono citare Miss Universo 2004 e 2005, la parata del giorno di San Patrizio, Miss USA 2006 insieme a Drew Lachey e la cerimonia per al consegna dei Golden Globe. Ha inoltre condotto WWE Raw, con Maria Menounos, Access Hollywood con Billy Bush ed Entertainment Tonight. Ha inoltre recitato in piccoli ruoli nelle serie televisive Streghe, Hannah Montana, Joey e Brothers, e nei film Scream 2 (1997) e Scream 3 (2000), nei quali interpretava se stessa.
Nel 2009 ha partecipato come concorrente all'ottava edizione di Dancing with the Stars.

## Filmografia

### Cinema
- Scream 2, regia di Wes Craven (1997)
- Scream 3, regia di Wes Craven (2000)
- Scream 4, regia di Wes Craven (2011)
- I Puffi 2 (The Smurfs 2), regia di Raja Gosnell - voce (2013)

### Televisione
- Beverly Hills 90210 - serie TV, episodio 9x13 (1999)
- Streghe (Charmed) - serie TV, episodi 1x22, 5x02 (1999, 2002)
- Joey - serie TV, episodio 1x01 (2004)
- Hannah Montana - serie TV, episodio 3x10 (2009)
- 30 Rock - serie TV, 2 episodi (2009)
- Brothers - serie TV, 1 episodio (2009)
- Liv & Maddie - serie TV, episodio 3x16 (2016)
- Nashville - serie TV, 3 episodi (2017-2018)
- The Boys - serie TV, episodio 2x05 (2020)

## Doppiatrici italiane
Nelle versioni in italiano delle opere in cui ha recitato, Nancy O'Dell è stata doppiata da:
- Alessandra Chiari in 30 Rock
- Daniela D'Angelo in Liv & Maddie